# Thatcherina diazi
Thatcherina diazi é uma espécie de gastrópode do gênero Thatcherina, pertencente a família Raphitomidae.